# Nazionale maschile under 21 di calcio della Lituania
La nazionale di calcio della Lituania Under-21 è la rappresentativa calcistica Under-21 della Lituania ed è posta sotto l'egida della Lietuvos futbolo federacija.
La squadra partecipa all'Europeo di categoria, che si tiene ogni due anni.

## Partecipazioni ai tornei internazionali

### Europeo U-21
Dal 1940 al 1991 la Lituania non aveva una propria nazionale in quanto lo stato lituano era inglobato nell'Unione Sovietica. Esisteva, quindi, un'unica nazionale che rappresentava tutta l'Unione Sovietica.
- 1996: Non qualificata
- 1998: Non qualificata
- 2000: Non qualificata
- 2002: Non qualificata
- 2004: Non qualificata
- 2006: Non qualificata
- 2007: Non qualificata
- 2009: Non qualificata
- 2011: Non qualificata
- 2013: Non qualificata
- 2015: Non qualificata
- 2017: Non qualificata
- 2019: Non qualificata
- 2021: Non qualificata